# 金井貴一
金井 貴一（かない きいち、1936年2月20日 - ）は、日本の放送作家、小説家。ペンネームは谷川涼太郎、あすかみちお、瀬川貴一郎。

## 人物・経歴
大阪府出身、近畿大学卒業後、谷川涼太郎のペンネームで1969年江戸川乱歩賞に応募、以後最終候補に4回残る。NHK、MBSなどでテレビドラマの脚本を数多く手がける。1998年「謀略の鉄路」「毒殺」「転覆」を本名で刊行、谷川涼太郎名の新境地として本格旅情ミステリー「八坂圭一郎警部シリーズ」を発表する。また、瀬川貴一郎名では、時代小説「のらくら同心手控帳」「かげろう医者純真剣」シリーズなどを上梓している。

## 作品

### 担当していたテレビ番組
- 「中学生日記」、NHK
- 「近松青春日記」、NHK
- 銀河テレビ小説「妻・愛は迷路」、NHK
- ドラマ30「ああ嫁姑”姑の妊娠”」、MBS
- ドラマダス「愛霊界～淋しがりやの幽霊たち～」、KTV
- 「部長刑事シリーズ」、ABC

### 担当していたラジオ番組
- FMシアター「かわいい女」、NHK

### 著書
金井貴一名義
- 『とってもテレフォン 異性・恋 ＮＨＫ中学生日記18』（ポプラ社版、ポプラ社、1994年2月）
- 『謀略の鉄路（レール）』（Kosaido blue books、廣済堂出版、1998年5月）
- 『毒殺 小説・帝銀事件』（廣済堂出版、1999年3月）
- 『小説・下山事件 謀略の鉄路』（廣済堂文庫、廣済堂出版、2001年1月）
- 『消えた密書 小説・日本国憲法』（廣済堂出版、2001年6月）
- 『毒殺 小説・帝銀事件』（廣済堂文庫、廣済堂出版、2001年9月）
- 『転覆 小説・松川事件』（廣済堂出版、2002年3月）

あすかみちお名義
- 『殺し屋はMAIKOがお好き パリ～祇園は恋とスリルの都』（Twilight books、廣済堂出版、1996年5月）
- 『呪いの殺人方程式』（Twilight books、廣済堂出版、1996年10月）
- 『キーワードはMAIKO』（廣済堂文庫、廣済堂出版、1997年5月）

谷川涼太郎名義
- 『京都嵯峨野花の殺人』（双葉文庫、双葉社、2002年10月）
- 『京都洛北炎の殺人』（双葉文庫、双葉社、2003年5月）
- 『京都・津和野仮面の殺人』（双葉文庫、双葉社、2003年11月）
- 『京都・尾道れんが坂の殺人』（双葉文庫、双葉社、2004年4月）
- 『四国祖谷渓霧の迷路』（双葉文庫、双葉社、2005年1月）
- 『友情の絆 警部・神宮寺恭介』（徳間文庫、徳間書店、2006年10月）
- 『消えた男 警部・神宮寺恭介』（双葉文庫、双葉社、2006年11月）

小津恭介名義
- 『親子鷹十手日和』（小学館時代小説文庫、小学館、2021年7月）

瀬川貴一郎名義
- 『のらくら同心手控帳』（徳間文庫、徳間書店、2008年7月）
- 『のらくら同心手控帳 銀嶺の鶴』（徳間文庫、徳間書店、2008年10月）
- 『のらくら同心手控帳 蛍火の里』（徳間文庫、徳間書店、2009年1月）
- 『のらくら同心手控帳 化身の鯉』（徳間文庫、徳間書店、2009年4月）
- 『のらくら同心手控帳 蜉蝣の宴』（徳間文庫、徳間書店、2009年8月）
- 『のらくら同心手控帳 山陰の家』（徳間文庫、徳間書店、2010年1月）
- 『のらくら同心手控帳 鴛鴦の春』（徳間文庫、徳間書店、2010年4月）
- 『かげろう医者純真剣 明日草の命』（徳間文庫、徳間書店、2010年6月）
- 『かげろう医者純真剣 桃花香の女』（徳間文庫、徳間書店、2010年10月）
- 『かげろう医者純真剣 恋女房の涙』（徳間文庫、徳間書店、2011年1月）
- 『空蝉同心隠書 盗人の上前』（徳間文庫、徳間書店、2011年5月）
- 『空蝉同心隠書 武士の風上』（徳間文庫、徳間書店、2011年8月）
- 『空蝉同心隠書 闇夜の鉄砲』（徳間文庫、徳間書店、2012年1月）
- 『空蝉同心隠書 平蔵誘拐』（徳間文庫、徳間書店、2012年5月）
- 『空蝉同心隠書 大江戸焼尽』（徳間文庫、徳間書店、2012年10月）
- 『長谷川平蔵残心帳』（徳間文庫、徳間書店、2013年6月）
- 『南町奉行所脇同心 飢狼』（徳間文庫、徳間書店、2014年10月）
- 『のらくら同心手控帳』（電子書籍、歴史行路文芸文庫、歴史行路、2017年7月）
- 『のらくら同心手控帳 銀嶺の鶴』（電子書籍、歴史行路文芸文庫、歴史行路、2017年10月）
- 『のらくら同心手控帳 蛍火の里』（電子書籍、歴史行路文芸文庫、歴史行路、2017年12月）
- 『のらくら同心手控帳 化身の鯉』（電子書籍、歴史行路文芸文庫、歴史行路、2018年8月）
- 『のらくら同心手控帳 蜉蝣の宴』（電子書籍、歴史行路文芸文庫、歴史行路、2019年4月）